# Спутник (премия, 2020)
24-я церемония вручения наград премии «Спутник», присуждаемых Международной пресс-академией за заслуги в области кинематографа и телевидения за 2019 год состоится 1 марта 2020 года в бутик‑отеле Viceroy L'Ermitage Beverly Hills (Беверли-Хиллз, Лос-Анджелес, Калифорния). Номинанты и часть лауреатов специальных наград были объявлены 2 декабря 2019 года. Объявление лауреатов в кино- и теле- номинациях состоялось 19 декабря 2019 года.

## Список лауреатов и номинантов
• Лауреаты выделены отдельным цветом. 

### Кино
| Категория                                                           | Лауреаты и номинанты                                                                        |
| ------------------------------------------------------------------- | ------------------------------------------------------------------------------------------- |
| Лучший фильм (драма)                                                | • Ford против Ferrari / Ford v Ferrari                                                      |
| Лучший фильм (драма)                                                | • 1917 / 1917                                                                               |
| Лучший фильм (драма)                                                | • Скандал / Bombshell                                                                       |
| Лучший фильм (драма)                                                | • Горящий тростник / Burning Cane                                                           |
| Лучший фильм (драма)                                                | • Джокер / Joker                                                                            |
| Лучший фильм (драма)                                                | • Маяк / The Lighthouse                                                                     |
| Лучший фильм (драма)                                                | • Брачная история / Marriage Story                                                          |
| Лучший фильм (драма)                                                | • Два Папы / The Two Popes                                                                  |
| Лучший фильм (комедия или мюзикл)                                   | • Однажды в… Голливуде / Once Upon a Time in Hollywood                                      |
| Лучший фильм (комедия или мюзикл)                                   | • Стриптизёрши / Hustlers                                                                   |
| Лучший фильм (комедия или мюзикл)                                   | • Достать ножи / Knives Out                                                                 |
| Лучший фильм (комедия или мюзикл)                                   | • Рокетмен / Rocketman                                                                      |
| Лучший фильм (комедия или мюзикл)                                   | • Прощание / The Farewell                                                                   |
| Лучший фильм (комедия или мюзикл)                                   | • Неогранённые драгоценности / Uncut Gems                                                   |
| Лучшая режиссура                                                    | • Джеймс Мэнголд — «Ford против Ferrari»                                                    |
| Лучшая режиссура                                                    | • Пон Чжун Хо — «Паразиты»                                                                  |
| Лучшая режиссура                                                    | • Ноа Баумбах — «Брачная история»                                                           |
| Лучшая режиссура                                                    | • Педро Альмодовар — «Боль и слава»                                                         |
| Лучшая режиссура                                                    | • Сэм Мендес — «1917»                                                                       |
| Лучшая режиссура                                                    | • Квентин Тарантино — «Однажды в… Голливуде»                                                |
| Лучший актёр в драматическом фильме                                 | • Кристиан Бейл — «Ford против Ferrari» (за роль Кена Майлза)                               |
| Лучший актёр в драматическом фильме                                 | • Адам Драйвер — «Брачная история» (за роль Чарли Барбера)                                  |
| Лучший актёр в драматическом фильме                                 | • Антонио Бандерас — «Боль и слава» (за роль Сальвадора Мальо)                              |
| Лучший актёр в драматическом фильме                                 | • Джордж Маккей — «1917» (за роль Скофилда)                                                 |
| Лучший актёр в драматическом фильме                                 | • Хоакин Феникс — «Джокер» (за роль Артура Флека / Джокера)                                 |
| Лучший актёр в драматическом фильме                                 | • Марк Руффало — «Тёмные воды» (за роль Роберта Билотта)                                    |
| Лучшая актриса в драматическом фильме                               | • Скарлетт Йоханссон — «Брачная история» (за роль Николь Барбер)                            |
| Лучшая актриса в драматическом фильме                               | • Элфри Вудард — «Помилование» (англ.) (за роль Бернадин Уильямс)                           |
| Лучшая актриса в драматическом фильме                               | • Шарлиз Терон — «Скандал» (за роль Мегин Келли)                                            |
| Лучшая актриса в драматическом фильме                               | • Синтия Эриво — «Гарриет» (за роль Минти Росс / Гарриет Табмен)                            |
| Лучшая актриса в драматическом фильме                               | • Хелен Миррен — «Хороший лжец» (за роль Бетти Маклиш)                                      |
| Лучшая актриса в драматическом фильме                               | • Рене Зеллвегер — «Джуди» (за роль Джуди Гарленд)                                          |
| Лучший актёр в комедии или мюзикле                                  | • Тэрон Эджертон — «Рокетмен» (за роль Элтона Джона)                                        |
| Лучший актёр в комедии или мюзикле                                  | • Адам Сэндлер — «Неогранённые драгоценности» (за роль Говарда Ратнера)                     |
| Лучший актёр в комедии или мюзикле                                  | • Дэниел Крейг — «Достать ножи» (за роль Бенуа Блана)                                       |
| Лучший актёр в комедии или мюзикле                                  | • Эдди Мерфи — «Меня зовут Долемайт» (за роль Руди Рэя Мура)                                |
| Лучший актёр в комедии или мюзикле                                  | • Леонардо Ди Каприо — «Однажды в… Голливуде» (за роль Рика Далтона)                        |
| Лучший актёр в комедии или мюзикле                                  | • Тайка Вайтити — «Кролик Джоджо» (за роль Адольфа)                                         |
| Лучшая актриса в комедии или мюзикле                                | • Аквафина — «Прощание» (за роль Билли)                                                     |
| Лучшая актриса в комедии или мюзикле                                | • Ана де Армас — «Достать ножи» (за роль Марты Кабрера)                                     |
| Лучшая актриса в комедии или мюзикле                                | • Констанс Ву — «Стриптизёрши» (за роль Дестини)                                            |
| Лучшая актриса в комедии или мюзикле                                | • Джулианна Мур — «Глория Белл» (за роль Глории Белл)                                       |
| Лучший актёр второго плана                                          | • Уиллем Дефо — «Маяк» (за роль Томаса Уэйка)                                               |
| Лучший актёр второго плана                                          | • Энтони Хопкинс — «Два Папы» (за роль папы Бенедикта XVI)                                  |
| Лучший актёр второго плана                                          | • Брэд Питт — «Однажды в… Голливуде» (за роль Клиффа Бута)                                  |
| Лучший актёр второго плана                                          | • Джо Пеши — «Ирландец» (за роль Рассела Буфалино)                                          |
| Лучший актёр второго плана                                          | • Том Хэнкс — «Прекрасный день по соседству» (за роль Фреда Роджерса)                       |
| Лучший актёр второго плана                                          | • Уэнделл Пирс — «Горящий тростник» (за роль преподобного Тиллмана)                         |
| Лучшая актриса второго плана                                        | • Дженнифер Лопес — «Стриптизёрши» (за роль Рамоны Вега)                                    |
| Лучшая актриса второго плана                                        | • Лора Дерн — «Брачная история» (за роль Норы Фэншоу)                                       |
| Лучшая актриса второго плана                                        | • Марго Робби — «Скандал» (за роль Кайлы Посписил)                                          |
| Лучшая актриса второго плана                                        | • Пенелопа Крус — «Боль и слава» (за роль Хасинты)                                          |
| Лучшая актриса второго плана                                        | • Николь Кидман — «Скандал» (за роль Гретчен Карлсон)                                       |
| Лучшая актриса второго плана                                        | • Чжао Шучжэнь — «Прощание» (за роль Най Най)                                               |
| Лучший оригинальный сценарий                                        | • Ноа Баумбах — «Брачная история»                                                           |
| Лучший оригинальный сценарий                                        | • Пон Чжун Хо — «Паразиты»                                                                  |
| Лучший оригинальный сценарий                                        | • Джез Баттеруорт, Джон-Генри Баттеруорт и Джейсон Келлер — «Ford против Ferrari»           |
| Лучший оригинальный сценарий                                        | • Лулу Ванг — «Прощание»                                                                    |
| Лучший оригинальный сценарий                                        | • Педро Альмодовар — «Боль и слава»                                                         |
| Лучший оригинальный сценарий                                        | • Квентин Тарантино — «Однажды в… Голливуде»                                                |
| Лучший адаптированный сценарий                                      | • Тодд Филлипс, Скотт Сильвер — «Джокер»                                                    |
| Лучший адаптированный сценарий                                      | • Энтони Маккартен — «Два Папы»                                                             |
| Лучший адаптированный сценарий                                      | • Эдвард Нортон — «Сиротский Бруклин»                                                       |
| Лучший адаптированный сценарий                                      | • Мэттью Майкл Карнахан, Марио Корреа, Натаниэл Рич — «Тёмные воды»                         |
| Лучший адаптированный сценарий                                      | • Стивен Заиллян — «Ирландец»                                                               |
| Лучший адаптированный сценарий                                      | • Тайка Вайтити — «Кролик Джоджо»                                                           |
| Лучшая музыка к фильму                                              | • Хильдур Гуднадоуттир — «Джокер»                                                           |
| Лучшая музыка к фильму                                              | • Томас Ньюман — «1917»                                                                     |
| Лучшая музыка к фильму                                              | • Марко Белтрами, Бак Сандерс — «Ford против Ferrari»                                       |
| Лучшая музыка к фильму                                              | • Рэнди Ньюман — «Брачная история»                                                          |
| Лучшая музыка к фильму                                              | • Робби Робертсон — «Ирландец»                                                              |
| Лучшая музыка к фильму                                              | • Теренс Бланшар — «Гарриет»                                                                |
| Лучшая песня                                                        | • (I’m Gonna) Love Me Again — «Рокетмен»                                                    |
| Лучшая песня                                                        | • Don’t Call Me Angel — «Ангелы Чарли»                                                      |
| Лучшая песня                                                        | • Into the Unknown — «Холодное сердце 2»                                                    |
| Лучшая песня                                                        | • Spirit — «Король Лев»                                                                     |
| Лучшая песня                                                        | • The Ballade of the Lonesome Cowboy — «История игрушек 4»                                  |
| Лучшая песня                                                        | • Swan Song — «Алита: Боевой ангел»                                                         |
| Лучший монтаж                                                       | • Майкл Маккаскер, Эндрю Баклэнд — «Ford против Ferrari»                                    |
| Лучший монтаж                                                       | • Ли Смит — «1917»                                                                          |
| Лучший монтаж                                                       | • Джефф Грот — «Джокер»                                                                     |
| Лучший монтаж                                                       | • Дженнифер Лэйм — «Брачная история»                                                        |
| Лучший монтаж                                                       | • Крис Дикенс — «Рокетмен»                                                                  |
| Лучший монтаж                                                       | • Тельма Скунмейкер — «Ирландец»                                                            |
| Лучшая операторская работа                                          | • Роджер Дикинс — «1917»                                                                    |
| Лучшая операторская работа                                          | • Дик Поуп — «Сиротский Бруклин»                                                            |
| Лучшая операторская работа                                          | • Джордж Ричмонд — «Рокетмен»                                                               |
| Лучшая операторская работа                                          | • Лоуренс Шер — «Джокер»                                                                    |
| Лучшая операторская работа                                          | • Фидон Папамайкл — «Ford против Ferrari»                                                   |
| Лучшая операторская работа                                          | • Родриго Прието — «Ирландец»                                                               |
| Лучшая работа художника (Art Direction and Production Design)       | • Бет Микл, Майкл Ахерн — «Сиротский Бруклин»                                               |
| Лучшая работа художника (Art Direction and Production Design)       | • Деннис Гасснер, Ли Сандалес — «1917»                                                      |
| Лучшая работа художника (Art Direction and Production Design)       | • Франсуа Одуи, Питер Ландо — «Ford против Ferrari»                                         |
| Лучшая работа художника (Art Direction and Production Design)       | • Марк Фридберг, Лора Баллинджер — «Джокер»                                                 |
| Лучшая работа художника (Art Direction and Production Design)       | • Барбара Линг, Нэнси Хэй — «Однажды в… Голливуде»                                          |
| Лучшая работа художника (Art Direction and Production Design)       | • Марк Тилдесли, Саверио Саммали — «Два Папы»                                               |
| Лучший дизайн костюмов                                              | • Рут Э. Картер — «Меня зовут Долемайт»                                                     |
| Лучший дизайн костюмов                                              | • Марк Бриджес — «Джокер»                                                                   |
| Лучший дизайн костюмов                                              | • Джени Темим — «Джуди»                                                                     |
| Лучший дизайн костюмов                                              | • Джулиан Дэй — «Рокетмен»                                                                  |
| Лучший дизайн костюмов                                              | • Лука Канфора — «Два Папы»                                                                 |
| Лучший дизайн костюмов                                              | • Кэролайн Макколл, Анна Роббинс, Сюзанна Бакстон, Розалинд Эббатт — «Аббатство Даунтон»    |
| Лучший звук (монтаж и микс) Sound (Editing and Mixing)              | • Дональд Сильвестр, Пол Масси, Дэвид Джаммарко, Стивен А. Морроу — «Ford против Ferrari»   |
| Лучший звук (монтаж и микс) Sound (Editing and Mixing)              | • Оливер Тарни, Стюарт Уилсон, Скотт Миллан, Марк Тейлор — «1917»                           |
| Лучший звук (монтаж и микс) Sound (Editing and Mixing)              | • Шеннон Миллс, Даниэль Лори, Том Джонсон, Хуан Перальта, Джон Притчетт — «Мстители: Финал» |
| Лучший звук (монтаж и микс) Sound (Editing and Mixing)              | • Алан Роберт Мюррей, Том Озанич, Дин Зупанчич — «Джокер»                                   |
| Лучший звук (монтаж и микс) Sound (Editing and Mixing)              | • Уайли Стейтман, Марк Улано, Майкл Минклер, Кристиан П. Минклер — «Однажды в… Голливуде»   |
| Лучший звук (монтаж и микс) Sound (Editing and Mixing)              | • Мэттью Коллиндж, Джон Хейс — «Рокетмен»                                                   |
| Лучшие визуальные эффекты                                           | • Джо Леттери, Эрик Сэйндон — «Алита: Боевой ангел»                                         |
| Лучшие визуальные эффекты                                           | • Дэн Делийю, Мэтт Эйткен, Рассел Эрл, Дэн Судик — «Мстители: Финал»                        |
| Лучшие визуальные эффекты                                           | • Роберт Легато, Эндрю Р. Джонс, Адам Валдез, Эллиот Ньюман — «Король Лев»                  |
| Лучшие визуальные эффекты                                           | • Оливье Дюмон, Марк Байерс, Кэти Сигел — «Ford против Ferrari»                             |
| Лучшие визуальные эффекты                                           | • Эдвин Ривера, Мэтью Джампа, Брайан Годвин — «Джокер»                                      |
| Лучшие визуальные эффекты                                           | • Пабло Хелман — «Ирландец»                                                                 |
| Лучший документальный фильм                                         | • 63 Up                                                                                     |
| Лучший документальный фильм                                         | • Аполлон-11 / Apollo 11                                                                    |
| Лучший документальный фильм                                         | • Гражданин Х / Citizen K                                                                   |
| Лучший документальный фильм                                         | • Страна мёда / Медена земја / Honeyland                                                    |
| Лучший документальный фильм                                         | • Нация одного ребёнка / One Child Nation                                                   |
| Лучший документальный фильм                                         | • Аполло / The Apollo                                                                       |
| Лучший документальный фильм                                         | • Пещера / The Cave                                                                         |
| Лучший документальный фильм                                         | • Для Самы / For Sama                                                                       |
| Лучший анимационный фильм (Motion Picture, Animated or Mixed Media) | • Король Лев / The Lion King                                                                |
| Лучший анимационный фильм (Motion Picture, Animated or Mixed Media) | • Барашек Шон: Фермагеддон / A Shaun the Sheep Movie: Farmageddon                           |
| Лучший анимационный фильм (Motion Picture, Animated or Mixed Media) | • Алита: Боевой ангел / Alita: Battle Angel                                                 |
| Лучший анимационный фильм (Motion Picture, Animated or Mixed Media) | • Бунюэль в лабиринте черепах / Buñuel en el laberinto de las tortugas                      |
| Лучший анимационный фильм (Motion Picture, Animated or Mixed Media) | • Как приручить дракона 3 / How to Train Your Dragon: The Hidden World                      |
| Лучший анимационный фильм (Motion Picture, Animated or Mixed Media) | • История игрушек 4 / Toy Story 4                                                           |
| Лучший анимационный фильм (Motion Picture, Animated or Mixed Media) | • Дитя погоды / 天気の子                                                                    |
| Лучший иностранный фильм (Motion Picture, International Film)       | • Правда и справедливость / Tõde ja õigus (Эстония)                                         |
| Лучший иностранный фильм (Motion Picture, International Film)       | • Атлантика / Atlantique (Сенегал)                                                          |
| Лучший иностранный фильм (Motion Picture, International Film)       | • Дылда (Россия)                                                                            |
| Лучший иностранный фильм (Motion Picture, International Film)       | • Отверженные / Les Misérables (Франция)                                                    |
| Лучший иностранный фильм (Motion Picture, International Film)       | • Боль и слава / Dolor y gloria (Испания)                                                   |
| Лучший иностранный фильм (Motion Picture, International Film)       | • Паразиты / 기생충 (Южная Корея)                                                           |
| Лучший иностранный фильм (Motion Picture, International Film)       | • Портрет девушки в огне / Portrait de la jeune fille en feu (Франция)                      |
| Лучший иностранный фильм (Motion Picture, International Film)       | • Раскрашенная птица / Nabarvené ptáče (Чехия)                                              |

### Телевизионные категории
| Категории                                                               | Лауреаты и номинанты                                                             |
| ----------------------------------------------------------------------- | -------------------------------------------------------------------------------- |
| Лучший телевизионный сериал (драма)                                     | • Наследники / Succession                                                        |
| Лучший телевизионный сериал (драма)                                     | • Охотник за разумом / Mindhunter                                                |
| Лучший телевизионный сериал (драма)                                     | • Убивая Еву / Killing Eve                                                       |
| Лучший телевизионный сериал (драма)                                     | • Мистер Мерседес / Mr. Mercedes                                                 |
| Лучший телевизионный сериал (драма)                                     | • Любовники / The Affair                                                         |
| Лучший телевизионный сериал (драма)                                     | • Корона / The Crown                                                             |
| Лучший телевизионный сериал (комедия или мюзикл)                        | • Дрянь / Fleabag                                                                |
| Лучший телевизионный сериал (комедия или мюзикл)                        | • Барри / Barry                                                                  |
| Лучший телевизионный сериал (комедия или мюзикл)                        | • Матрёшка / Russian Doll                                                        |
| Лучший телевизионный сериал (комедия или мюзикл)                        | • В лучшем мире / The Good Place                                                 |
| Лучший телевизионный сериал (комедия или мюзикл)                        | • Метод Комински / The Kominsky Method                                           |
| Лучший телевизионный сериал (комедия или мюзикл)                        | • Праведные Джемстоуны / The Righteous Gemstones                                 |
| Лучший телевизионный сериал (комедия или мюзикл)                        | • Удивительная миссис Мейзел / The Marvelous Mrs. Maisel                         |
| Лучший мини-сериал (Miniseries & Limited Series)                        | • Чернобыль / Chernobyl                                                          |
| Лучший мини-сериал (Miniseries & Limited Series)                        | • Фосси/Вердон / Fosse/Verdon                                                    |
| Лучший мини-сериал (Miniseries & Limited Series)                        | • Притворство / The Act                                                          |
| Лучший мини-сериал (Miniseries & Limited Series)                        | • Невероятное / Unbelievable                                                     |
| Лучший мини-сериал (Miniseries & Limited Series)                        | • Когда они нас увидят / When They See Us                                        |
| Лучший мини-сериал (Miniseries & Limited Series)                        | • Годы / Years and Years                                                         |
| Лучший телефильм                                                        | • Путь: Во все тяжкие. Фильм / El Camino: A Breaking Bad Movie                   |
| Лучший телефильм                                                        | • Бриттани бежит марафон / Brittany Runs a Marathon                              |
| Лучший телефильм                                                        | • Брексит / Brexit: The Uncivil War                                              |
| Лучший телефильм                                                        | • Дедвуд / Deadwood: The Movie                                                   |
| Лучший телефильм                                                        | • В погоне за Бонни и Клайдом / The Highwaymen                                   |
| Лучший жанровый сериал (Best Television Series, Genre)                  | • Очень странные дела / Stranger Things                                          |
| Лучший жанровый сериал (Best Television Series, Genre)                  | • Карнивал Роу / Carnival Row                                                    |
| Лучший жанровый сериал (Best Television Series, Genre)                  | • Игра престолов / Game of Thrones                                               |
| Лучший жанровый сериал (Best Television Series, Genre)                  | • Тёмные начала / His Dark Materials                                             |
| Лучший жанровый сериал (Best Television Series, Genre)                  | • Террор: Бесчестье / The Terror: Infamy                                         |
| Лучший жанровый сериал (Best Television Series, Genre)                  | • Хранители / Watchmen                                                           |
| Лучший актёр в драматическом или жанровом телесериале                   | • Тобайас Мензис — «Корона» (за роль Филиппа, герцога Эдинбургского)             |
| Лучший актёр в драматическом или жанровом телесериале                   | • Билли Боб Торнтон — «Голиаф» (за роль Билли Макбрайда)                         |
| Лучший актёр в драматическом или жанровом телесериале                   | • Брендан Глисон — «Мистер Мерседес» (за роль детектива Билла Ходжеса)           |
| Лучший актёр в драматическом или жанровом телесериале                   | • Брайан Кокс — «Наследники» (за роль Логана Роя)                                |
| Лучший актёр в драматическом или жанровом телесериале                   | • Дэмиэн Льюис — «Миллиарды» (за роль Бобби Аксельрода)                          |
| Лучший актёр в драматическом или жанровом телесериале                   | • Джонатан Грофф — «Охотник за разумом» (за роль Холдена Форда)                  |
| Лучшая актриса в драматическом или жанровом телесериале                 | • Зендая — «Эйфория» (за роль Ру Беннетт)                                        |
| Лучшая актриса в драматическом или жанровом телесериале                 | • Джоди Комер — «Убивая Еву» (за роль Вилланель)                                 |
| Лучшая актриса в драматическом или жанровом телесериале                 | • Мэгги Сифф — «Миллиарды» (за роль Венди Роадс)                                 |
| Лучшая актриса в драматическом или жанровом телесериале                 | • Оливия Колман — «Корона» (за роль королевы Елизаветы II)                       |
| Лучшая актриса в драматическом или жанровом телесериале                 | • Реджина Кинг — «Хранители» (за роль Анжелы Абар / Сестры Ночь)                 |
| Лучшая актриса в драматическом или жанровом телесериале                 | • Сандра О — «Убивая Еву» (за роль Евы Поластри)                                 |
| Лучший актёр в комедийном телесериале или мюзикле                       | • Томас Миддлдитч — «Кремниевая долина» (за роль Ричарда Хендрикса)              |
| Лучший актёр в комедийном телесериале или мюзикле                       | • Билл Хейдер — «Барри» (за роль Барри Беркмана)                                 |
| Лучший актёр в комедийном телесериале или мюзикле                       | • Дэнни Макбрайд — «Праведные Джемстоуны» (за роль Джесси Джемстоуна)            |
| Лучший актёр в комедийном телесериале или мюзикле                       | • Юджин Леви — «Шиттс Крик» (за роль Джонни Роуза)                               |
| Лучший актёр в комедийном телесериале или мюзикле                       | • Майкл Дуглас — «Метод Комински» (за роль Сэнди Комински)                       |
| Лучший актёр в комедийном телесериале или мюзикле                       | • Тед Дэнсон — «В лучшем мире» (за роль Майкла)                                  |
| Лучшая актриса в комедийном телесериале или мюзикле                     | • Фиби Уоллер-Бридж — «Дрянь» (за роль «Дряни»)                                  |
| Лучшая актриса в комедийном телесериале или мюзикле                     | • Элисон Бри — «Блеск» (за роль Рут «Зои-разрушительницы» Уайлдер)               |
| Лучшая актриса в комедийном телесериале или мюзикле                     | • Кэтрин О’Хара — «Шиттс Крик» (за роль Мойры Роуз)                              |
| Лучшая актриса в комедийном телесериале или мюзикле                     | • Кристина Эпплгейт — «Мёртв для меня» (за роль Джен Хардинг)                    |
| Лучшая актриса в комедийном телесериале или мюзикле                     | • Наташа Лионн — «Матрёшка» (за роль Нади Вулвоковой)                            |
| Лучшая актриса в комедийном телесериале или мюзикле                     | • Памела Эдлон — «Всё к лучшему» (за роль Сэм Фокс)                              |
| Лучшая актриса в комедийном телесериале или мюзикле                     | • Рэйчел Броснахэн — «Удивительная миссис Мейзел» (за роль Мириам «Мидж» Мейзел) |
| Лучший актёр в мини-сериале или телефильме                              | • Джаред Харрис — «Чернобыль» (за роль Валерия Легасова)                         |
| Лучший актёр в мини-сериале или телефильме                              | • Аарон Пол — «Путь: Во все тяжкие. Фильм» (за роль Джесси Пинкмана)             |
| Лучший актёр в мини-сериале или телефильме                              | • Крис Пайн — «Имя мне Ночь» (за роль Джея Синглетери)                           |
| Лучший актёр в мини-сериале или телефильме                              | • Джаррел Джером — «Когда они нас увидят» (за роль Кори Уайза)                   |
| Лучший актёр в мини-сериале или телефильме                              | • Рассел Кроу — «Самый громкий голос» (за роль Роджера Айлза)                    |
| Лучший актёр в мини-сериале или телефильме                              | • Сэм Рокуэлл — «Фосси/Вердон» (за роль Боба Фосси)                              |
| Лучшая актриса в мини-сериале или телефильме                            | • Мишель Уильямс — «Фосси/Вердон» (за роль Гвен Вердон)                          |
| Лучшая актриса в мини-сериале или телефильме                            | • Хелен Миррен — «Екатерина Великая» (за роль Екатерины Великой)                 |
| Лучшая актриса в мини-сериале или телефильме                            | • Джоуи Кинг — «Притворство» (за роль Джипси Роуз Бланшар)                       |
| Лучшая актриса в мини-сериале или телефильме                            | • Онжаню Эллис — «Когда они нас увидят» (за роль Шаронн Салаам)                  |
| Лучшая актриса в мини-сериале или телефильме                            | • Ниси Нэш — «Когда они нас увидят» (за роль Делорис Уайз)                       |
| Лучшая актриса в мини-сериале или телефильме                            | • Индиа Айсли — «Имя мне Ночь» (за роль Фауны Ходел)                             |
| Лучший актёр второго плана в телесериале, мини-сериале или телефильме   | • Джереми Стронг — «Наследники» (за роль Кендалла Роя)                           |
| Лучший актёр второго плана в телесериале, мини-сериале или телефильме   | • Алан Аркин — «Метод Комински» (за роль Нормана Ньюлендера)                     |
| Лучший актёр второго плана в телесериале, мини-сериале или телефильме   | • Деннис Куэйд — «Голиаф» (за роль Уэйда Блэквуда)                               |
| Лучший актёр второго плана в телесериале, мини-сериале или телефильме   | • Эндрю Скотт — «Дрянь» (за роль священника)                                     |
| Лучший актёр второго плана в телесериале, мини-сериале или телефильме   | • Стеллан Скарсгард — «Чернобыль» (за роль Бориса Щербины)                       |
| Лучший актёр второго плана в телесериале, мини-сериале или телефильме   | • Уолтон Гоггинс — «Праведные Джемстоуны» (за роль Билли Фримана)                |
| Лучший актёр второго плана в телесериале, мини-сериале или телефильме   | • Тони Шалуб — «Удивительная миссис Мейзел» (за роль Эйба Вайссмана)             |
| Лучшая актриса второго плана в телесериале, мини-сериале или телефильме | • Оливия Колман — «Дрянь» (за роль крёстной)                                     |
| Лучшая актриса второго плана в телесериале, мини-сериале или телефильме | • Эмили Уотсон — «Чернобыль» (за роль Ульяны Хомюк)                              |
| Лучшая актриса второго плана в телесериале, мини-сериале или телефильме | • Мерил Стрип — «Большая маленькая ложь» (за роль Мэри Луиз Райт)                |
| Лучшая актриса второго плана в телесериале, мини-сериале или телефильме | • Наоми Уоттс — «Самый громкий голос» (за роль Гретчен Карлсон)                  |
| Лучшая актриса второго плана в телесериале, мини-сериале или телефильме | • Патрисия Аркетт — «Притворство» (за роль Ди Ди Бланшар)                        |
| Лучшая актриса второго плана в телесериале, мини-сериале или телефильме | • Тони Коллетт — «Невероятное» (за роль детектива Грейс Расмуссен)               |
| Лучшая актриса второго плана в телесериале, мини-сериале или телефильме | • Алекс Борштейн — «Удивительная миссис Мейзел» (за роль Сюзи Майерсон)          |

## Специальные награды
| Награда                                                                | Лауреаты                                   |
| ---------------------------------------------------------------------- | ------------------------------------------ |
| Награда имени Мэри Пикфорд (Mary Pickford Award)                       | • Стейси Кич                               |
| Награда имени Николы Теслы (Nikola Tesla Award)                        | • Джо Леттери                              |
| Auteur Award                                                           | • Эдвард Нортон — «Сиротский Бруклин»      |
| Лучший первый полнометражный фильм (Best First Feature)                | • Лор де Клермон-Тоннер — «Мустанг»        |
| Лучший актёрский ансамбль в кинофильме (Best Ensemble, Motion Picture) | • актёрский ансамбль фильма «Достать ножи» |
| Лучший актёрский ансамбль в телесериале (Best Ensemble: Television)    | • актёрский ансамбль сериала «Наследники»  |
| Humanitarian Award                                                     | • Муния Меддур (фр.) — «Лапочка» (фр.)     |
| Stunt Performance Award                                                | • Стив Стэффорд                            |